# Haloxylon ammodendron
Haloxylon ammodendron (saxaúl o saksaúl) es una planta perteneciente a la familia de las Amaranthaceae. El nombre saxaúl se le da también al Haloxylon persicum (o saxaúl blanco) y al Haloxylon aphyllum (o saxaúl negro).

## Descripción
El saxaúl alcanza un porte entre un arbusto grande y el de un árbol pequeño. Su madera es pesada y basta y su corteza es esponjosa y saturada de agua. Las hojas son tan pequeñas que parece que carece de ellas, lo que le da una apariencia gris anodina. Sin embargo, las ramas de los árboles jóvenes son verdes y flexibles. El saxaúl posee pequeñas flores amarillas.

## Distribución
El saxaúl habita en los desiertos áridos salobres de Asia Central, especialmente la región del Turquestán y el este del mar Caspio, extendiéndose hasta el desierto de Gobi, y hay ejemplares diseminados en los desiertos de Irán. A menudo se encuentran bosquecillos de saxaúl.
La especie se encuentra identificada como en peligro de extinción, durante el año 2008 la presión sobre esta especie se incrementó al ser utilizada como combustible durante la crisis de energía de Asia Central.

## Usos
La gruesa corteza del saxaúl almacena agua. Es posible exprimir la corteza para obtener agua potable, lo cual convierte al saxaúl en una importante fuente de agua en las regiones áridas en las cuales crece.
En el desierto de Gobi, a menudo el saxaúl es la única variedad de árbol que se encuentra. Era, y en algunos sitios aún es, la única fuente de madera que los nómadas pueden utilizar para cocinar y calentarse.
Cuando la Armada Imperial Rusa trajo los primeros barcos a vapor al mar de Aral, el gobernador general de Oremburgo, Vasili Perovski, ordenó al comandante del Fuerte Aralsk que acopiara «grandes cantidades» de madera de saxaul (Anabasis saxaul, según la cita)  para utilizar en los nuevos barcos a vapor en su viaje de bautismo en 1851. Desafortunadamente para el tesoro de la Marina Rusa (pero afortunadamente para el saxaul), la madera de saxaul resultó no ser adecuada para los barcos a vapor, ya que la madera dura y resinosa era difícil de cortar, y los troncos retorcidos y nudosos de saxaul requerían de grandes volúmenes en las bodegas para su almacenamiento. Por lo tanto, a partir de 1852, la flotilla del Aral pasó a utilizar carbón como su principal combustible, a pesar de los grandes costos de enviarlo en caravana de camellos desde Oremburgo. Actualmente es usado para crear cinturones verdes alrededor de las poblaciones y evitar tanto la desertización como la propagación de enfermedades a través del polvo del desierto (antiguo lecho marino contaminado del desecado mar de Aral).

## Taxonomía
Haloxylon ammodendron fue descrita por (C.A.Mey.) Bunge ex Fenzl y publicado en Flora Rossica 3: 820, en el año 1851.
Etimología
Haloxylon: nombre genérico que deriva de las palabras griegas  ἅλς  (halo) = "salino" y  (xylon) = "árbol" lo que significa "árbol de la sal", y se refiere tanto a los lugares de crecimiento a menudo salados, así como la acumulación de sal en las plantas.
ammodendron:
Sinonimia
- Anabasis ammodendron C.A.Mey. basónimo
- Arthrophytum ammodendron (C.A.Mey.) Litv.
- Arthrophytum ammodendron var. aphyllum Minkw.
- Arthrophytum haloxylon Litv.
- Haloxylon aphyllum (Minkw.) Iljin
- Pinus orientalis Falk[8]